# سیارک ۱۹۲۲۶
سیارک ۱۹۲۲۶ (به انگلیسی: 19226 Peiresc، نامگذاری:1993RA8) نوزده هزار و دویست و بیست و ششمین سیارک کشف شده‌است که در ۱۵ سپتامبر ۱۹۹۳ کشف شد.
قدر مطلق سیارک برابر ۳۷.۱ است.